# Alan G. Poindexter
Alan G. Poindexter (Pasadena, California, 5 de noviembre de 1961 - Pensacola, Florida, 1 de julio de 2012) fue un Oficial de la Marina estadounidense y exastronauta de la NASA.